# Amirauté de Saint-Pétersbourg
Pour les articles homonymes, voir Amirauté.
L'amirauté de Saint-Pétersbourg, est construite en style Empire, entre 1806 et 1823, par l'architecte Andreyan Zakharov (en)(1761-1811). C'était le siège du collège amiral impérial russe. Elle est située à l'extrémité occidentale de la Perspective Nevski. 

## Décoration
La façade principale, d'un classicime sévère est longue de 400 mètres. Seul le porche est orné de sculptures :
des nymphes portant la terre, qui sont de Féodossi Chtchedrine.    
Toute la décoration est destinée à glorifier la marine russe. Les bas-reliefs représentant la création de cette marine russe sont d'Ivan Terebeniov. Sur la partie centrale sont alignées des statues  de chefs de guerre antiques et au dessus d'eux des saisons et des éléments 

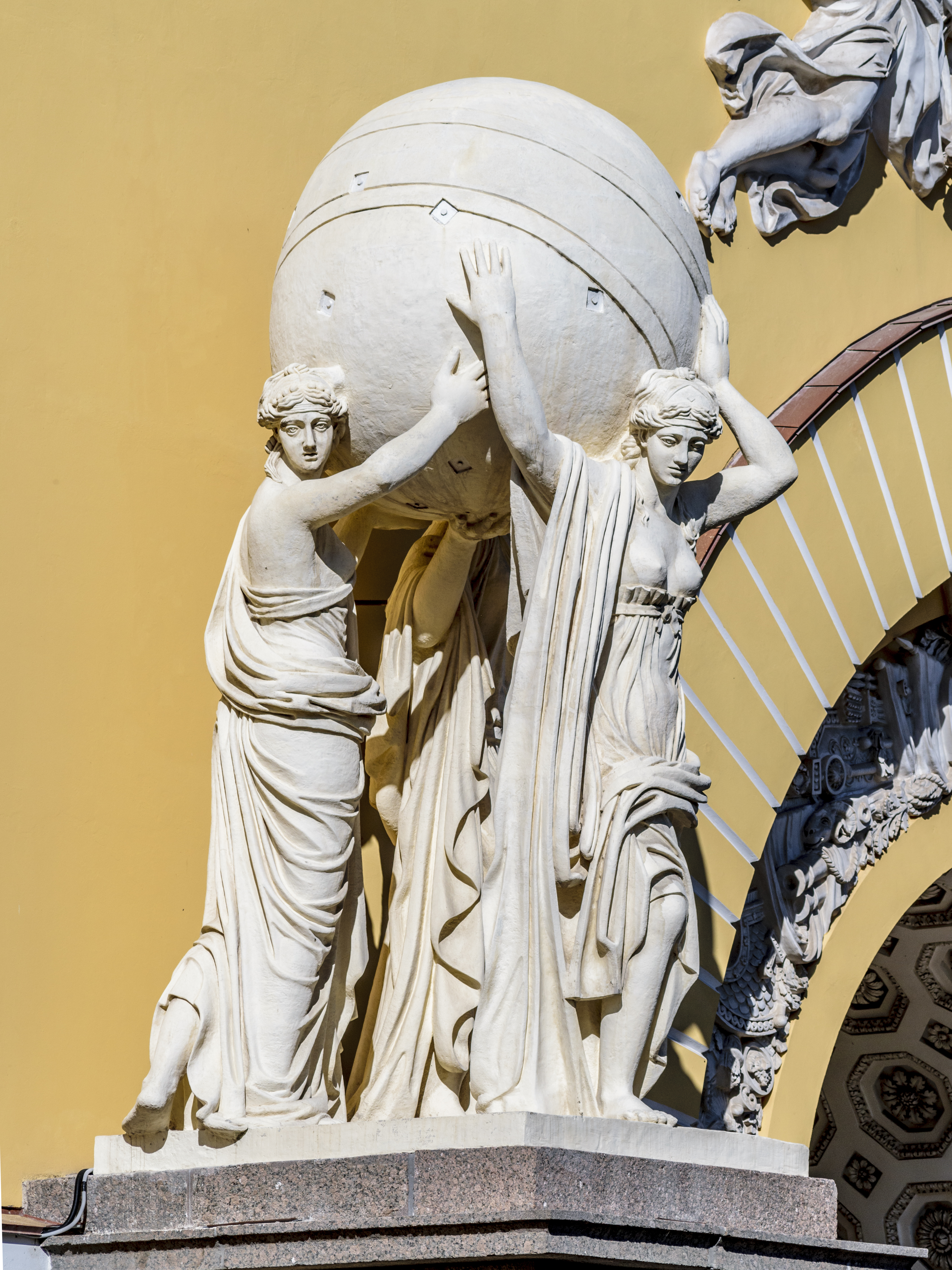
Nymphes de l'amirauté par  Féodossi Chtchedrine (1751-1825).
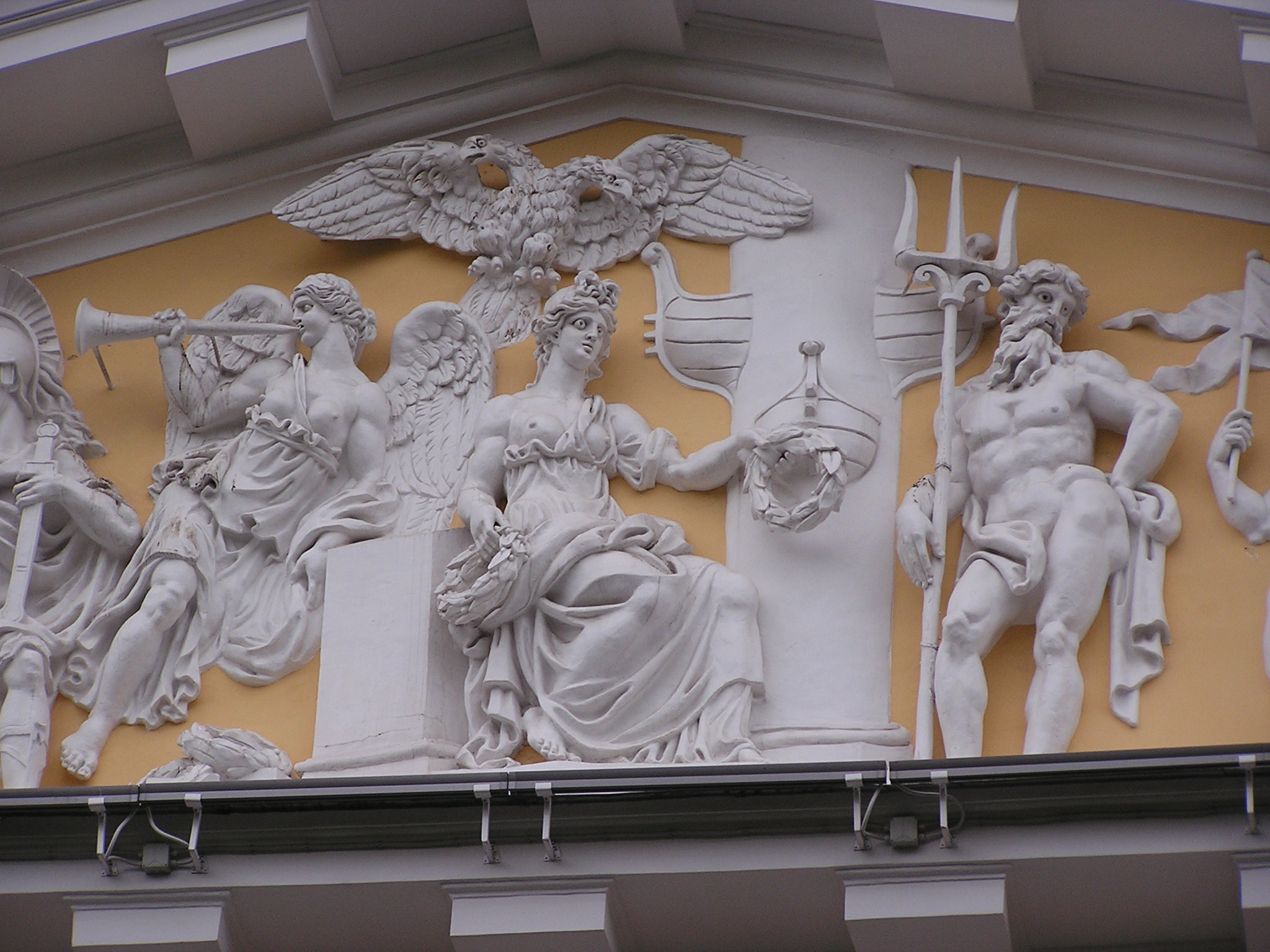
Bas relief de Ivan Terebeniov
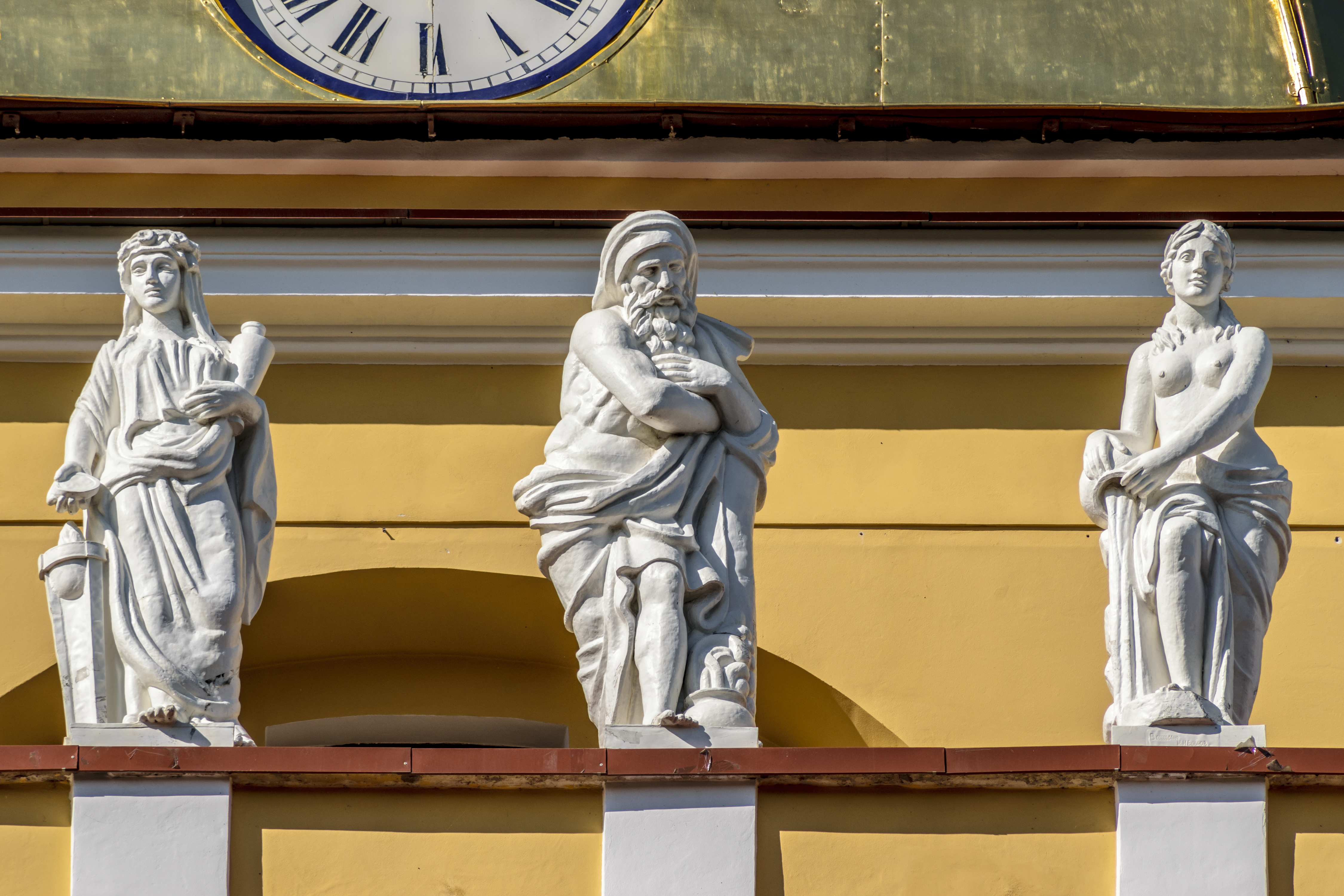
Sculptures des éléments et des saisons
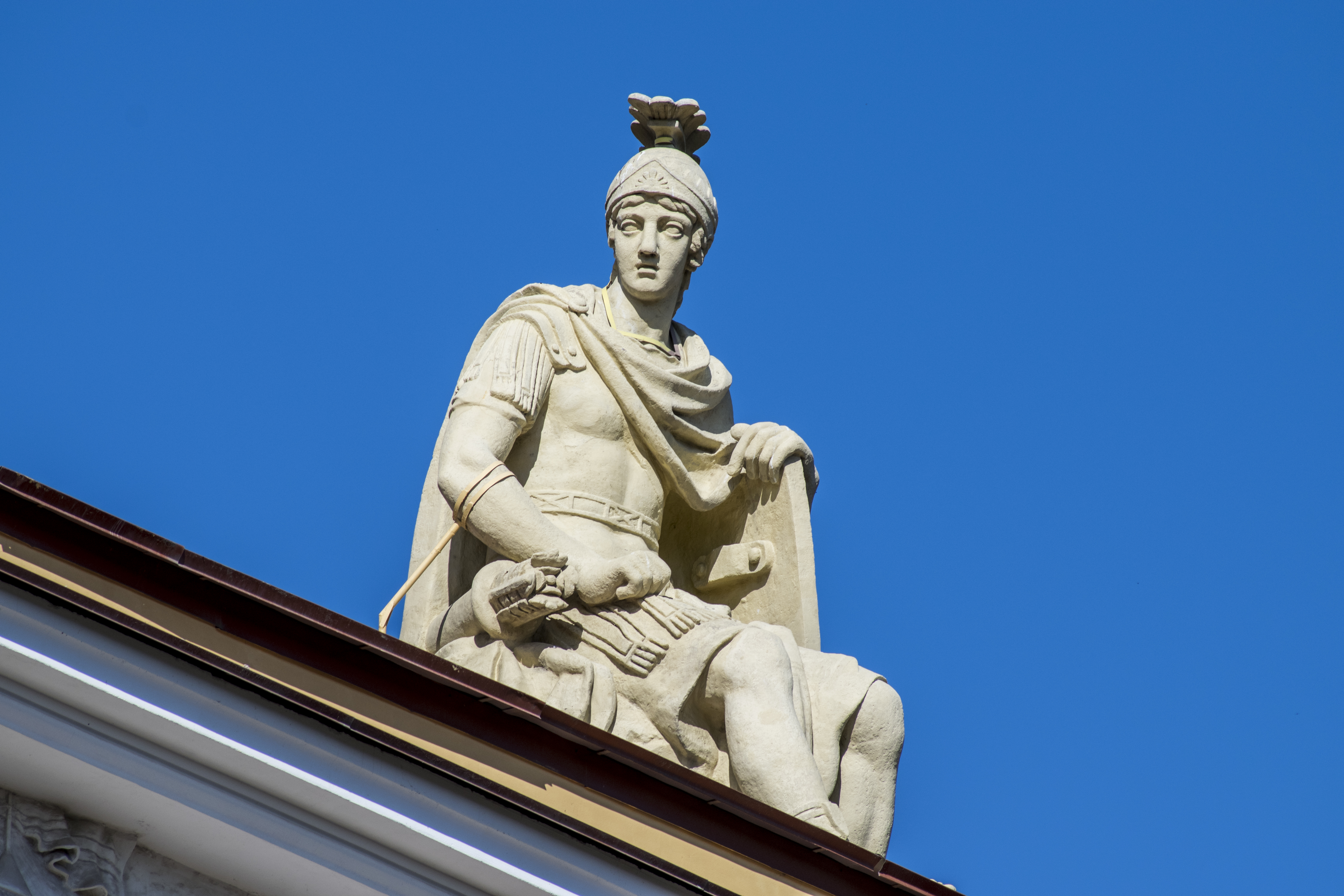
Sculptures de l'amirauté, chef de guerre antique